# Bityite
La bityite è un minerale appartenente al gruppo delle miche fragili.